# Elle Logan
Elle Logan (Portland, 27 dicembre 1987) è una canottiera statunitense, vincitrice della medaglia d'oro nell'8 con alle Olimpiadi di Pechino 2008.

## Palmarès
- Olimpiadi

Pechino 2008: oro nell'8.
Londra 2012: oro nell'8.
Rio de Janeiro 2016: oro nell'8.
- Mondiali

Poznań 2009: argento nel 4 senza.
Cambridge 2010: oro nell'8.
Bled 2011: oro nell'8.
Amsterdam 2014: oro nell'8.
Aiguebelette-le-Lac 2015: bronzo nel 2 senza.